# Kus (Biblia)
Kus (/kʊʃ, kʌʃ/) a Biblia szerint Hám legidősebb fia volt, aki Noénak volt a fia. Micrajim (Egyiptom), Kánaán (Kánaán földje) és Put testvére volt és a bibliai Nimród apja, akiről említést találunk a Teremtés könyvében, 10:6, és  A krónikák első könyvében, 1:8. Úgy tartják, hogy Kús a névadója a „Kus földjén” élő népeknek, egy ősi területnek, mely a Vörös-tenger egyik, vagy mindkét oldalán létezhetett. „Kus” a Szentírásban néhol a Kusita Királysággal kerül összefüggésbe, az ősi Etiópiával, és/vagy Arab-félszigettel.

## Héber Biblia

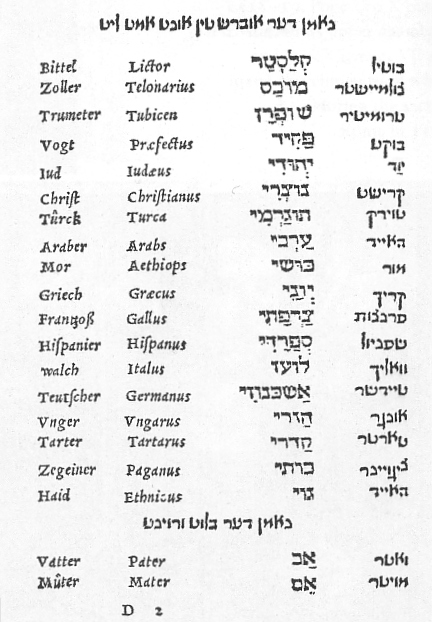
Az Elia Levita egyik oldala, 16. századi Jiddis-Héber-Latin-Német szótár, mely tartalmaz egy listát a nemzetekről, beleértve a „כושי” Cushite vagy Kus szót, mely latinul „Aethopisz”-t és németül „Mor”-t jelent

A Teremtés könyvére alapozva, Kus többi fiai a következők voltak: Szebá, Havilá, Szabtá, Ramá és Szabteká.
Mózes negyedik könyveben, 12:1, Mózes felesége, Cipóra, „kusita nőként” van leírva. Ezékiel a zsidó drámaíró egyik írásában úgy rajzolja körül Cipórát, mint egy idegen Midíán földjén, ezután pedig észak-afrikai őseiről ír:
Idegen, ennek a földnek a neve Líbia. Mindenféle ember él itt. Etiópiaiak, fekete férfiak. Egy ember uralja ezt a földet: ő a király is és a tábornok is. Ő vezeti az országot, ítéli az embereket, és ő a pap is. Ez az ember az én apám és az övék is.
A Jeremiás könyvében, 13:23, található retorikai kérdés „Megtudja e a kusita (néger) változtatni az ő bőrét?” barna bőrszínre utal, leginkább a núbiai emberekre; a Septuaginta szintén úgy fordítja le a Kust, mint  Αἰθιοπία „Aithiopsz”.
Egy másik személy, egy benjámita férfi, is kusitaként van megnevezve a Zsoltárok könyvének hetedik részében, Saul követője lehetett.

## Későbbi azonosítások
Iosephus említést tesz Kus népéről, Kám fiáról és Noé unokájáról: „Kám négy fiáért, az idő egyáltalán nem ártott a Kus névnek; az aithiopszoknak sem, akik fölött uralkodtunk, még a mai napig is, akiket mind az ázsiaiak, mind önmaguk kusitáknak neveztek”.
(A zsidók ősmúltja 1.6).
A Kr.e. 5. század alatt szír írók úgy írták le Dél-Arábia lakosait, mint Kusiták és Aithiopszok.
Muhammad ibn Dzsarír at-Tabari perzsa történész (kb. 915) feljegyez egy tradíciót, mely szerint Kus feleségének neve Karnábil volt, Batavia lánya, Thirász fia.
Manapság a kusita nyelvet beszélő népcsoportok az Agáv, Oromó, Szomáli, Afar és más egyéb törzsekből áll, akik Masudi Aranymezejében (Kr.e. 947) Kus utódaiként vannak számon tartva. A Bezsa népcsoport, akik úgy szint egy kusita nyelvet beszélnek, jellegzetes genealógiai hagyományokkal rendelkeznek a Kustól való származásukról illetően.
James Bruce felfedező, aki többször is meglátogatta az Etióp-magasföldet, kb. 1770-ben, leír „egy hagyományt az etiópok között, amiről ők azt állítják, hogy időtlen idők óta megtartják”, ami szerint az özönvíz után, Kus, Kám fia, a családjával együtt felvándoroltak a Nílus mentén míg el nem értek az Atbara síkságát, ahonnan beláták az egész etióp fennsíkot. Itt elkezdtek terjeszkedni és felépítették Akszúm városát, ezután nem sokkal később visszatértek az alföldre, ahol egy újabb várost építettek, Meroét. Bruce azt is elmondja, hogy a korabeli európai tudósok nem fogadták el azt az elméletet miszerint Kus Arábián keresztül, a Báb el-Mandeb szoros (Jemen, Dzsibuti, Eritrea Északkelet-Afrika között található) mentén érkezett volna Afrikába. Sőt, úgy tartották, hogy az akszúmi obeliszk azért lett felállíttatva Kus által, hogy megjelölje a területét, Ityopp'is itt lehet eltemetve, Akszúm könyve szerint.
David M. Goldenberg zsidó tudós szerint a héber név a Kash szóból származtatott, Alsó Núbia egyiptomi neve, később a Núbiai Királyság Napatában, amit úgy ismernek, mint a Kusita Királyságot. A Kus forma egyiptomi feliratokban jelenik meg II. Montuhotep (Kr.e. 21. század) uralkodása, melyben a fáraó hadviselése a núbiaiakkal szemben van leírva. A Héber Biblia összeállításának ideje alatt a Núbiai királyság Meroéban székhelyelt, a mai modern Szudán területén.

## Fordítás
- Ez a szócikk részben vagy egészben  a   Cush (Bible) című angol Wikipédia-szócikk ezen változatának fordításán alapul.  Az eredeti cikk szerkesztőit annak laptörténete sorolja fel. Ez a jelzés csupán a megfogalmazás eredetét és a szerzői jogokat jelzi, nem szolgál a cikkben szereplő információk forrásmegjelöléseként.